# Alain Corbin
Alain Corbin (Courtomer, 12 gennaio 1936) è uno storico francese, noto per i suoi lavori sul XIX secolo e sulla microstoria.

## Biografia

### Origini e formazione
Alain Corbin è figlio di Antoine Corbin, medico originario della Guadalupa che ha studiato a Parigi e si è stabilito come medico di famiglia a Courtomer, in Normandia, nel 1931, e di una madre normanna, appartenente a una famiglia di proprietari terrieri di Essay. È cresciuto nel comune di Lonlay-l'Abbaye. Ha un fratello maggiore che è diventato anestesista.
In Sois sage, c'est la guerre 1939-1945, lo storico rievoca il ruolo della guerra nella sua infanzia: «Appartengo alla ristretta coorte di individui la cui presa di coscienza di sé coincide esattamente con la transizione tra il "tempo di pace" – estate 1939 – e il "tempo di guerra"». Nel 1940 ha vissuto come profugo nel dipartimento di Landes e, all’età di otto anni, lo sbarco in Normandia.
A partire dal 1945, compie gli studi secondari presso il piccolo seminario di Flers, che in realtà è un semplice collegio confessionale. Ottiene il baccalauréat (serie A, latino, greco) all'età di sedici anni e si iscrive a Parigi ai corsi propedeutici della Sorbona e dell'Institut catholique nel 1952. Tuttavia, dopo un fallimento all'esame, torna in Normandia.
Dopo il baccalauréat, Alain Corbin studia storia all'Università di Caen, dove ha come professori, tra gli altri, Pierre Vidal-Naquet e Michel de Boüard. Nel 1957 consegue il diplôme d’études supérieures con una tesi sui beni nazionali nel distretto di Caen, sotto la direzione di Jean Vidalenc. Nel 1959 ottiene l'agrégation in storia. La sua ex dottoranda Anne-Emmanuelle Demartini descrive il suo percorso come «senza classes préparatoires e distante dall'impegno politico, qualcosa che lui stesso considera "abbastanza atipico"».
Dal 1959 al 1960 presta servizio militare in Algeria.
Nel 1968 consegue un dottorato all'Università di Limoges, seguito nel 1973 da un doctorat d'État all'Université Blaise-Pascal, con una tesi successivamente pubblicata con il titolo Archaïsme et modernité en Limousin au XIXe siècle. L'influenza di Ernest Labrousse, sotto la cui direzione lavora insieme a Michelle Perrot, segna profondamente la ricerca storica sul XIX secolo, orientandola verso un approccio basato sulla storia quantitativa e sulle serie di dati economici. Tuttavia, a causa della scarsità di questo tipo di fonti in Limousin, Corbin è costretto a rivolgersi ad altre prospettive di ricerca, esplorando le strutture antropologiche, le mentalità e la psicologia sociale. È proprio questo percorso, avviato con la sua tesi, che segnerà lo sviluppo della sua opera.

### Carriera accademica
Alain Corbin insegna al liceo Gay Lussac di Limoges dal 1959 al 1968. Tra gennaio 1960 e febbraio 1962 prestò servizio militare in Algeria. Iniziò la sua carriera nell'insegnamento superiore come incaricato di corsi e poi assistente al collegio letterario dell'Università di Limoges nel 1967 e 1968. Successivamente fu maître-assistant all'Università di Tours (1969-1973), per poi diventare professore nella stessa università dal 1973 al 1987, anno in cui si trasferì all'Università Paris 1 Panthéon-Sorbonne.
Il suo lavoro si concentrò sulla storia sociale e sulla storia delle rappresentazioni. È conosciuto come «l'historiens du sensible», tanto ha influito sulla disciplina storica con un approccio innovativo alla storia delle sensibilità.
Tra le sue numerose pubblicazioni, spicca Le Monde retrouvé de Louis-François Pinagot (1998), una «biografia impossibile» di un ciabattino sconosciuto scelto casualmente negli archivi dipartimentali dell'Orne. Questo lavoro si inserisce nel concetto di microstoria.
Nel 2005, i suoi successori alla Sorbona e i suoi studenti gli hanno reso omaggio in un volume collettivo che documenta il suo percorso (Imaginaire et sensibilités au XIXe siècle: études pour Alain Corbin, a cura di Anne-Emmanuelle Demartini e Dominique Kalifa, Paris, Créaphis, 2006). Alain Corbin ha influenzato una generazione di storici, tra cui Emmanuel Fureix, Ivan Jablonka, Judith Lyon-Caen e Sylvain Venayre.
Ha fatto parte del Haut comité des commémorations nationales.
Durante tutta la sua carriera, Alain Corbin ha mantenuto una forte distanza da qualsiasi impegno politico e ideologico. Anne-Emmanuelle Demartini spiega che «manifestando scarso interesse per l'ideologia, Alain Corbin rifiuta la postura dello storico impegnato e la missione civica della storia, difendendo una concezione della storia basata sulla curiosità e sul piacere dello storico».

### Vita privata
Nel 2012, Alain Corbin sposò Simone Delattre, storica specializzata su Parigi nel XIX secolo, professoressa nelle classi preparatorie per le grandi scuole. Nel 1963, si era sposato con Annie Lagorce, insegnante, da cui ha avuto due figli.

## Contributo alla storia delle sensibilità

### Desiderio, sensi, paesaggi
Alain Corbin ha lavorato sul desiderio maschile di prostituzione (Les Filles de noce, 1978), sull'olfatto e sull'immaginario sociale (Le Miasme et la Jonquille, 1982), sul rapporto dell'uomo con la riva (Le Territoire du vide, 1988), sul paesaggio sonoro nelle campagne francesi del XIX secolo (Les Cloches de la terre, 1994) e sulla creazione delle vacanze (L’Avènement des loisirs, 1996). Ha anche pubblicato un libro di interviste con Gilles Heuré (Historien du sensible, 2000).

### Le Miasme et la Jonquille
Si tratta di una delle opere principali di Corbin.

#### Genesi
Se spesso si crede che sia l'historico a fondare nuove problematiche e interrogativi, si dimentica che è grazie a fattori esterni e alla combinazione di diverse circostanze che nasce un'opera.
Durante le sue ricerche per il suo primo libro, Les Filles de noce. Misère sexuelle et prostitution au XIXe siècle, Alain Corbin rimase colpito dalle riferimenti olfattivi che qualificano la persona prostituita. Successivamente, le Edizioni du Seuil gli chiesero di selezionare degli estratti dall'opera dell'igienista del XIX secolo, Parent-Duchâtelet, e Corbin notò come l'autore associasse erroneamente l'etimologia della parola "putain" a "la ragazza che puzza". Questo incrociò il lavoro che stava già svolgendo, e, aggiungendo a ciò, Corbin fu portato a leggere l'opera di Huysmans, À rebours, in cui il personaggio principale cerca di ritrovare i profumi del passato.
Questo filo logico nei suoi lavori, con la prostituta e l'immaginario olfattivo, lo spinse a studiare ciò che era vero anche per gli altri ceti sociali: le élite del XIX secolo cercavano di «deodorarsi» per distinguersi dal popolo, per separarsi da quella «marea umana». La gestione dell'olfatto diventava un modo per differenziarsi. Nel XIX secolo, la designazione peggiorativa era infatti spesso accompagnata da riferimenti olfattivi.

#### L'opera
L'autore esplora ciò che definisce la "rivoluzione olfattiva" e spiega come l'olfatto sia un "costrutto sociale" che si è lentamente trasformato nel corso della storia.
Alain Corbin mostra come le rappresentazioni delle élite — e in particolare degli scienziati — così come quelle del popolo, influenzino i principi che regolano l'urbanistica. Le strade del XVIII secolo, infatti, erano note per la loro fetidità. L'acqua suscitava diffidenza e i medici la associavano a nozioni di malattia. Si pensava che gli individui fossero governati dalle proprie "umori". La potenza degli odori corporei era considerata un segno della vigoria degli individui. Le prigioni, gli ospedali, ma anche i tribunali e le caserme incarnavano l'insalubrità.
L'autore spiega come la "soglia di tolleranza" agli odori sia evoluta, soprattutto grazie all'emergere di una nuova percezione sociale degli odori. È l'epoca in cui nascono le prime teorie igieniste, che mirano a "purificare" le città permettendo all'acqua e all'aria di circolare meglio, portando con sé rifiuti e miasmi. È anche il periodo in cui si cerca di "denserire" le città, "disaccumulando" gli uomini. Si cerca di "deodorare" la sfera pubblica concentrandosi sul presunto fetore dei più poveri.
Nel XIX secolo, avviene una svolta: non si associano più gli odori sgradevoli al popolo. Si considera invece che la salubrità urbana sia il risultato della salubrità complessiva della popolazione. La borghesia crea nuovi codici, valorizzando i profumi discreti. Un'epidemia di colera nel 1832, tuttavia, riaccende l'idea che le classi inferiori siano veicoli di malattie e fetore. Viene creato un movimento di ispezione sanitaria e sociale.
Il XX secolo segna finalmente l'ingresso in un relativo "silenzio olfattivo": è ora la discrezione, se non l'assenza totale di odore, che viene ricercata.

### Le Village des «cannibales»
Nel 1986, Alain Corbin pubblicò Le Village des « cannibales », un'opera che racconta l'« Affaire de Hautefaye » e tenta di spiegare come una folla di contadini, accorsa a una fiera, massacra un nobile accusato di aver gridato « Vive la République! » durante la guerra franco-prussiana del 1870. L'historico descrive il contesto del villaggio di Hautefaye, la storia delle violenze politiche nella regione durante le decadi precedenti e l'angoscia legata al conflitto militare. Successivamente, Corbin analizza lo svolgimento del massacro e infine il suo processo, esplorando la dimensione politica di quest'ultimo.

### La storia del meteo
Alain Corbin è anche uno dei pionieri nello studio della sensibilità al tempo atmosferico, ossia nella percezione dei fenomeni meteorologici da parte degli esseri umani. Si è particolarmente concentrato sulla pioggia, tema che ha trattato in un volume collettivo pubblicato nel 2013, La Pluie, le Soleil et le Vent : Une histoire de la sensibilité au temps qu'il fait.

## Opere

### Tradotte in italiano
- Donne di piacere. Miseria sessuale e prostituzione nel XIX secolo, Mondadori, 1985. Traduzione: Riccardo Mainardi.
- Storia sociale degli odori. XVIII e XIX secolo, Club degli Editori, 1986.
- L'invenzione del mare. L'occidente e il fascino della spiaggia (1750-1840), Marsilio, 1990.
- Un villaggio di cannibali nella Francia dell'Ottocento, Laterza, 1991.
- Il mondo ritrovato di Louis-François Pinagot. Sulle tracce di uno sconosciuto, Garzanti, 2001. Traduzione: Elsa Genta.
- Breve storia della pioggia. Dalle invocazioni religiose alle previsioni meteo, Marietti, 2021. Traduzione: Valeria Riguzzi.